# 卢勒
卢勒（法語：Loulle，法語發音：[lul]）是法国汝拉省的一个市镇，属于隆斯勒索涅区。

## 地理
卢勒（46°42'30"N, 5°52'55"E）面积10.9 平方千米，位于法国勃艮第-弗朗什-孔泰大區汝拉省，该省份为法国东部内陆省份，北起上索恩省，西北接科多尔省，西临索恩-卢瓦尔省，南至安省，东与杜省和瑞士接壤。
与卢勒接壤的市镇（或旧市镇、城区）包括：内村、沙泰尔讷夫、锡兹、蒙叙莫内、皮莱穆万、萨夫洛。

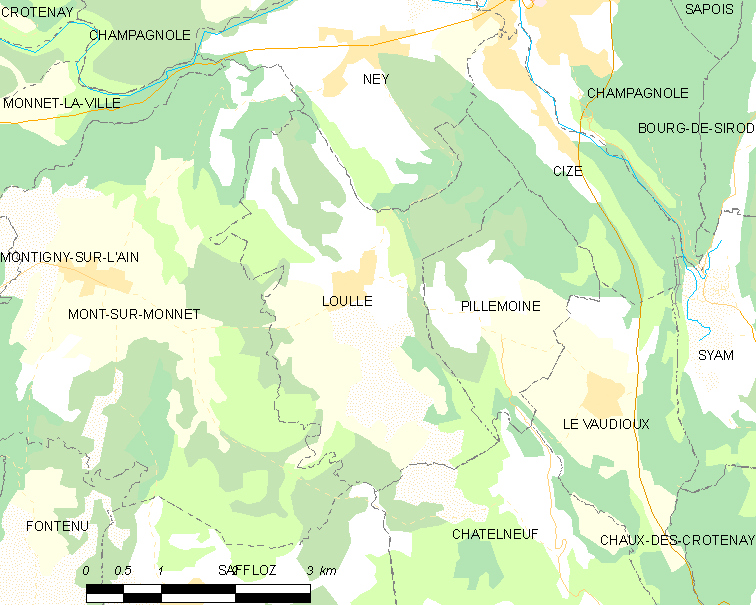
卢勒的OSM定位图

卢勒的时区为UTC+01:00、UTC+02:00（夏令时）。

## 行政
卢勒的邮政编码为39300，INSEE市镇编码为39301。

## 政治
卢勒所属的省级选区为尚帕尼奥勒县。

## 人口

1962-2008年间卢勒人口变化图示

卢勒于2022年1月1日时的人口数量为173人。